# Neustraße 18 (Lutherstadt Wittenberg)

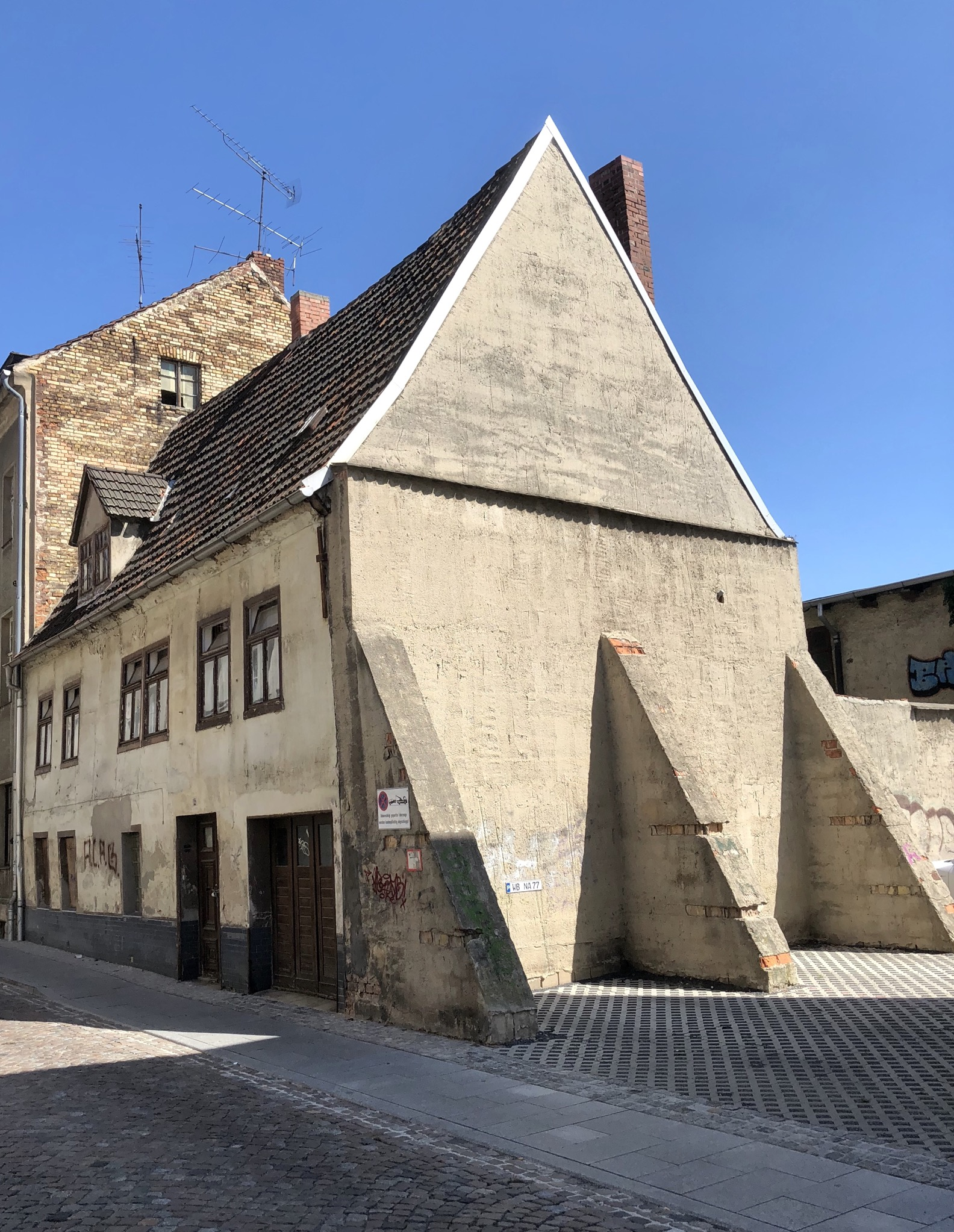
Neustraße 18

Neustraße 18 ist ein denkmalgeschütztes Wohnhaus in der Lutherstadt Wittenberg in Sachsen-Anhalt.
Es befindet sich in der Altstadt der Lutherstadt Wittenberg auf der Ostseite der Neustraße. 
Der zweigeschossige verputzte Bau wurde in der Mitte des 19. Jahrhunderts in Fachwerkbauweise errichtet. Zum Baudenkmal gehört auch das östlich gelegene Hofgebäude. Das Gebäude ist das letzte Zeugnis der ursprünglichen Bebauung der Neustraße, die durch Handwerker und Kleinbürgertum geprägt war. Bedeckt ist das Haus durch ein Satteldach.
Im örtlichen Denkmalverzeichnis ist das Wohnhaus unter der Erfassungsnummer 094 35988  als Baudenkmal verzeichnet. Derzeit (Stand 2019) ist das Gebäude sanierungsbedürftig.